# 금파공업고등학교
금파공업고등학교(錦坡工業高等學校)는 대한민국 광주광역시 북구 운암동에 위치한 사립 고등학교이다.

## 학교 연혁
- 1959년 12월 26일 : 학교법인 죽호학원 설립인가
- 1959년 12월 26일 : 초대 이사장 박인천 선생 취임
- 1978년 11월 8일 : 금파화학공업고등학교 설립인가 화학기계과 2학급, 화학계기과 1학급, 화학공정과 2학급
- 1979년 3월 1일 : 초대 교장 김현중 선생 취임
- 1979년 3월 5일 : 제1회 신입생 309명 입학, 개교
- 1997년 3월 1일 : 학칙변경(교명) 금파화학공업고등학교→금파공업고등학교
- 2007년 12월 22일 : 국방부와 군특성화 고등학교 지원사업 협약 체결 (궤도장비정비분야, 특수통신장비분야)
- 2008년 6월 3일 : 특성화고등학교 지정 전자기계과 -> 디지털기계과, 전자과 -> 통신 전자과
- 2009년 11월 11일 : 국방부 군(軍)특성화학과 확대 승인(화학장비정비분야)
- 2014년 3월 1일 : 학칙변경(학과 개편 및 신설) 디지털기계과→기계과(2학급), 생명정보화공과 →생명화공과(2학급), 통신전자과→전기전자과(2학급), 첨단장비정비과(신설, 2학급)
- 2021년 3월 1일 : 학칙변경(학과) 기계과→첨단기계과, 전기전자과→IoT전기과
- 2023년 9월 1일 : 제 11대 교장 이광중 선생 취임
- 2024년 1월 24일 : 제17대 이사장 김현철 선생 취임
- 2025년 1월 2일 : 제44회 졸업생 129명 배출(총 졸업생 12,857명 배출)
- 2025년 3월 4일 : 제47회 신입생 147명 입학

## 설치 학과
- 항공기계과
- 공통과
- IOT전기과
- 제과제빵화공과(이전 이름 바이오메디컬과)

## 참고 자료
- 금파공업고등학교 - 한국교육학술정보원 학교알리미